# Misja „sui iuris” Wyspy Świętej Heleny, Wyspy Wniebowstąpienia i Tristan da Cunha
Misja sui iuris Wyspy Świętej Heleny, Wyspy Wniebowstąpienia i Tristan da Cunha (łac.: Mission „sui iuris” Sanctae Helenae, Ascensionis et Tristanensis, ang.: Mission “sui iuris” of Saint Helena, Ascension and Tristan da Cunha) – rzymskokatolicka jednostka podziału terytorialnego kościoła na obejmująca swoim zasięgiem Wyspę Świętej Heleny, Wyspę Wniebowstąpienia i archipelag Tristan da Cunha. Siedziba prałata znajduje się w Jamestown.

## Historia
- 18 sierpnia 1986 r.: utworzenie misji sui iuris Wyspy Świętej Heleny, Wyspy Wniebowstąpienia i Tristan da Cunha przez papieża Jana Pawła II, z wydzielenia tego terytorium z archidiecezji kapsztadzkiej.

## Superiorzy
- ks. Anton Agreiter MHM (1 października 1986 – 9 sierpnia 2002)
- ks. Michael McPartland SMA (9 sierpnia 2002 – 26 października 2016)
- ks. Hugh Allan OPraem (26 października 2016 – 18 lipca 2024)
- ks. Tom Thomas IC (18 lipca 2024 - nadal)